# 大阪窯業セメントいぶき500形電気機関車
大阪窯業セメントいぶき500形電気機関車（おおさかようぎょうセメントいぶき500がたでんききかんしゃ）は、かつて大阪窯業セメント（大阪セメントを経て現在の住友大阪セメント）が伊吹工場専用線で使用していた直流用電気機関車である。同専用線廃止後は大井川鉄道（現・大井川鐵道）に譲渡され、同社でED500形電気機関車となっている。

## 概要
いぶき501が1956年（昭和31年）1月15日に日立製作所水戸工場で落成し、いぶき502が同年2月6日に同工場で落成した。50 t箱形機で、近江長岡駅から分岐していた伊吹工場専用線で使用されていた。形式名の「いぶき」は同専用線の名の由来になった伊吹山から取られたもので、車両中央に大阪セメントの「ライオン印」が掲げられていた。同線でのセメント輸送がトラックに切り替えられることとなり、本形式は1999年（平成11年）6月25日をもって運用を終了。同年10月に大井川鉄道へ譲渡された。同社へは同月5日から6日にかけて輸送され、翌7日に新金谷車両区で構内試運転が行われた。同社で形式がED500形に改められた。

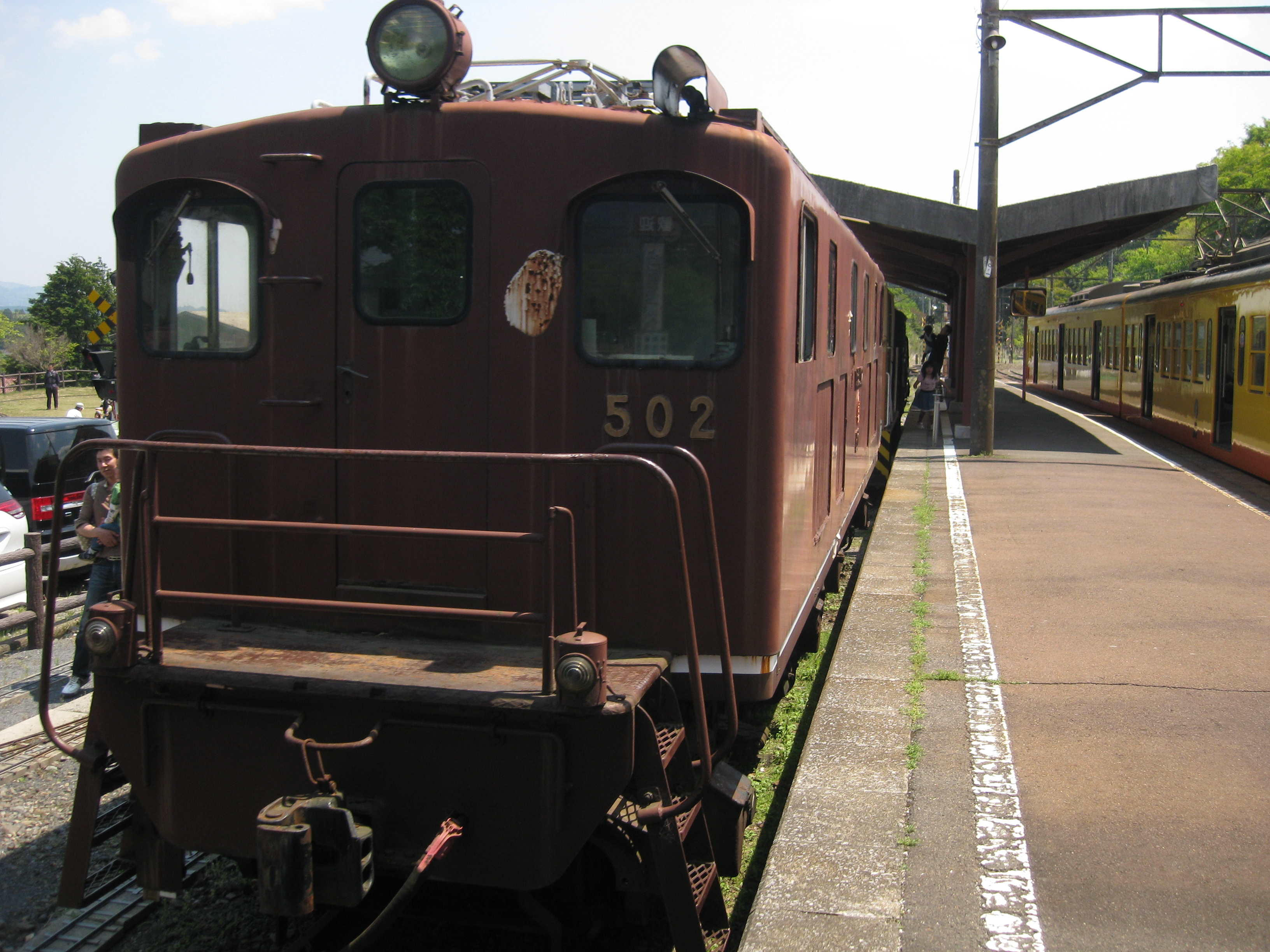
静態保存されていた当時のED502

いぶき501は2000年（平成12年）2月22日付でED501として竣工し、同月下旬に運用を開始。同年3月18日に新金谷駅で行われた出発式で、本格的に運用を開始した。同列車は客車3両編成（旧型客車+お座敷車+展望車の編成）で、「いぶき号運転開始 平成12年3月18日」と書かれたヘッドマークがED501に装着された。下り新金谷発千頭行き列車は単機で運行され、上り千頭発金谷行き列車はE103とのプッシュプルで運行された。また、同日には千頭駅構内でC10 8、いぶき502、E103の撮影会も開催された。
なお、本形式は大井川鉄道では補機専用機として導入されたため、自動列車停止装置 (ATS) は搭載されなかった。
2005年（平成17年）2月開港の中部国際空港埋立土砂輸送のため、2000年（平成12年）5月に三岐鉄道へ転出することとなった。ED501は貸与、ED502は譲渡されることが決定され、同月18日に同社へ搬入された。重連総括制御装置や三岐鉄道仕様のATSが搭載され、同年6月10日付で竣工した。翌7月に三岐線で中部国際空港埋立土砂輸送の運用を開始し、2002年（平成14年）12月21日にその運用を終了した。
中部国際空港埋立土砂輸送終了後は、2003年（平成15年）2月7日から12日にかけて、最終運用が行われた。ED501は2003年（平成15年）3月に大井川鐵道（2000年〈平成12年〉10月に再編・改称）へ返却入線した。一方、ED502は同年3月18日付で廃車となり、同日から西藤原駅構内で静態保存されていたが、2014年（平成26年）に保々車両区へ回送され、2015年（平成27年）5月までに解体された。
ED501については2019年（令和元年）ごろから整備を受けていたが、諸事情により中断している。2022年（令和4年）度中に再開される予定であったが、結局再開されずに放置されている。